# منشأة بغدادي
قرية منشاة بغدادى هي إحدى القرى التابعة لمركز الفيوم في محافظة الفيوم في جمهورية مصر العربية. حسب إحصاءات سنة 2006، بلغ إجمالي السكان في منشاة بغدادى 4798 نسمة، منهم 2552 رجل و2246 امرأة.